# 鄧小平舊居
鄧小平舊居位於四川省廣安縣協興鎮，文物遺址年代判定為清。1996年9月16日公佈為四川省第四批省級文物保護單位。